# Hermanos Podestá

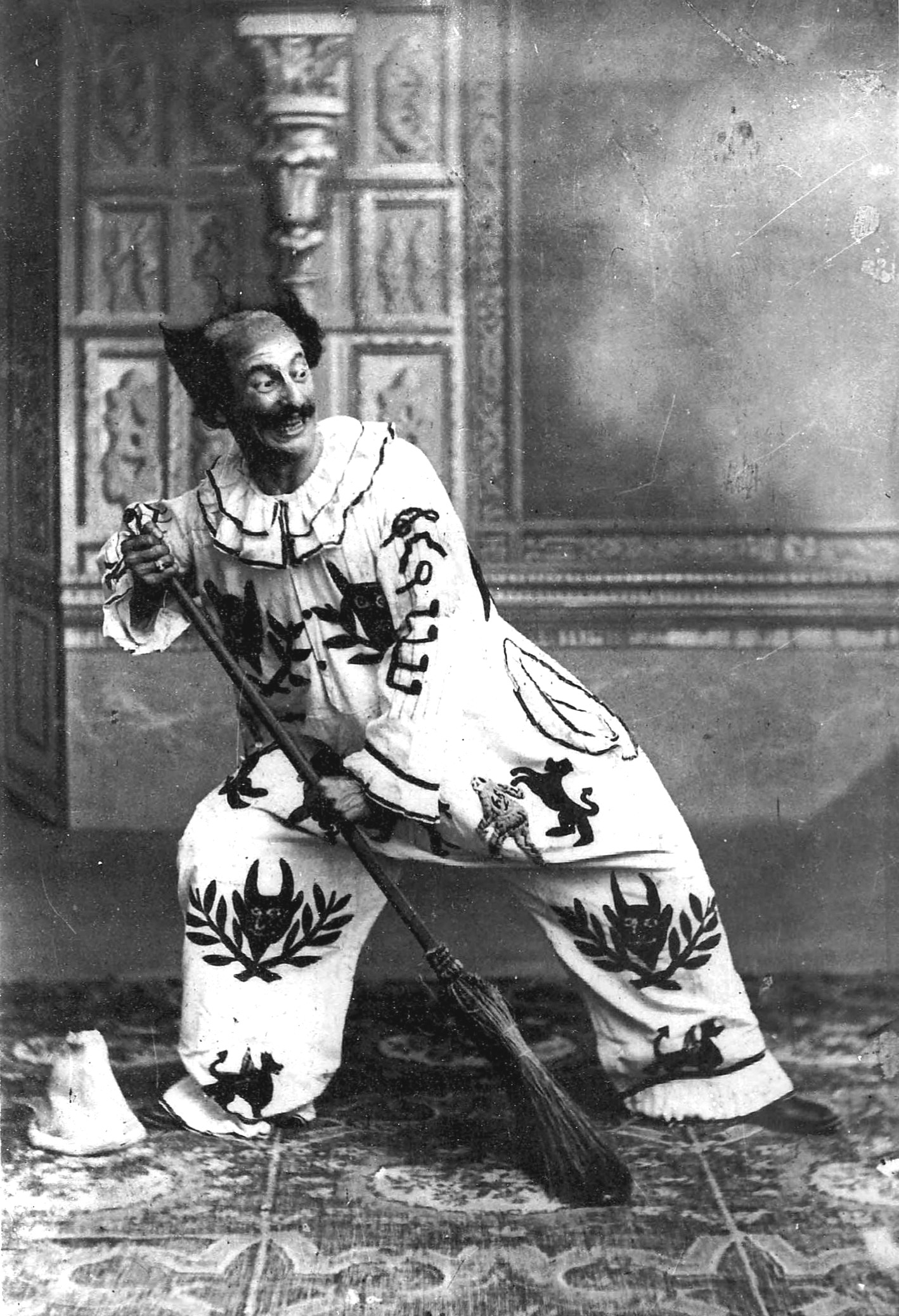
José Podestá en su genial creación de Pepino el 88 (1890).

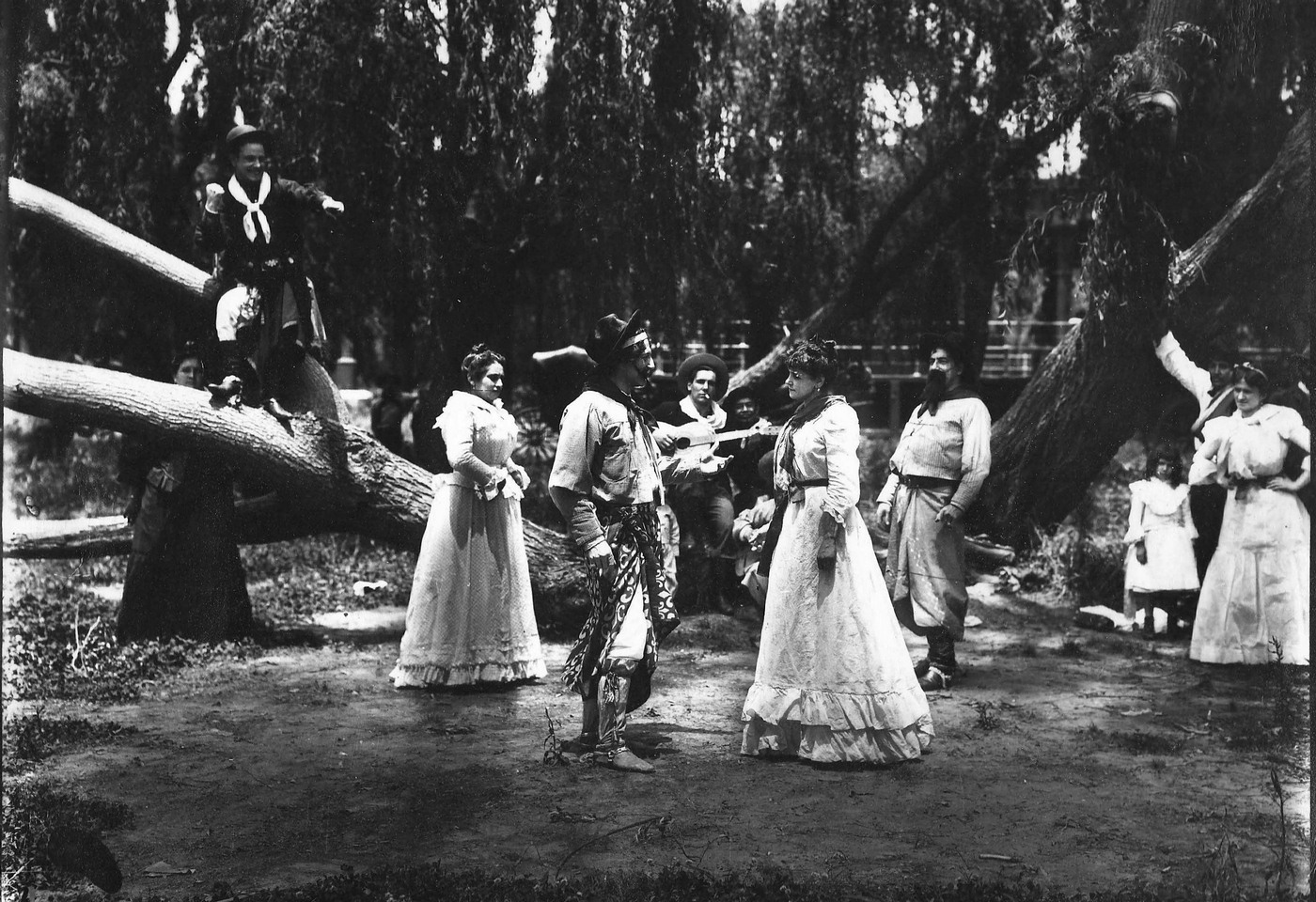
Cuatro integrantes de la familia Podestá: Pepe, Antonio, Adela y Anita, en un baile típico argentino.

Los Hermanos Podestá fueron un grupo de actores circenses rioplatenses (argentinos-uruguayos) de la familia Podestá que establecieron las bases de los teatros argentino y uruguayo y del circo criollo.

## Los Podestá
Hijos de los inmigrantes genoveses Pedro Podestá y María Teresa Torterolo, eran nueve hijos de los cuales Pepe, Antonio, Gerónimo y Pablo integraron el grupo más famoso, además de María, Medea y Juan José.
Pepe y Pablo conocieron la fama haciendo el vuelo de los cóndores en el trapecio del circo. Pepe creó el payaso "Pepino el 88", el personaje cocoliche, y escenificó la comedia Calandria de Martiniano Leguizamón.
Fundaron la Compañía de los Hermanos Podestá siendo los creadores del circo criollo y crearon una dinastía de actores rioplantenses.
A ellos se les debe la primera representación de la obra teatral Juan Moreira, basada en la novela homónima de Eduardo Gutiérrez, origen del teatro argentino en 1884. Atrajeron por igual los públicos de Argentina y Uruguay llegando a actuar en el mismísimo antiguo Teatro Colón de Buenos Aires.

En su homenaje se rebautizó el Teatro Municipal Coliseo Podestá de La Plata, lleva el nombre Blanca Podestá un teatro capitalino y existe la localidad bonaerense Pablo Podestá en tributo al actor más importante que tuvo la obra.

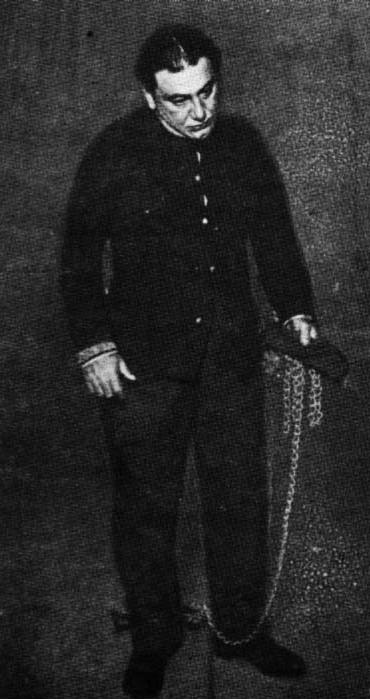
El menor de los hermanos actores, Pablo Podestá.